# Kołodziejowy Grąd
Kołodziejowy Grąd (deutsch Kollodzeygrund, 1933 bis 1945 Radegrund) ist ein Dorf in der polnischen Woiwodschaft Ermland-Masuren. Es gehört zur Gmina Wielbark (Stadt- und Landgemeinde Willenberg) im Powiat Szczycieński (Kreis Ortelsburg).

## Geographische Lage
Kołodziejowy Grąd liegt in der südlichen Mitte der Woiwodschaft Ermland-Masuren, 14 Kilometer südlich der Kreisstadt Szczytno (deutsch Ortelsburg).

## Geschichte
Die erste Planung zur Errichtung eines Schatulldorfs Kilodzey Grund (nach 1820 Kolodzieygrond, nach 1871 Kollodzeygrond) erfolgte bereits 1785, doch wurde die Gründungsurkunde erst am 2. Februar 1787 ausgestellt. Die Dorfgemarkung im Schiemaner Bruch war danach fast in jedem Jahr Überschwemmungen ausgesetzt, und 1810 beklagten sich die Einwohner vehement über die dadurch entstandenen Schäden. Dieser Notstand wurde eigentlich erst in den Jahren 1936/37 durch die Kanalisierung des Omulef (polnisch Omulew) und der Zarka (Czarka) beseitigt.
1874 wurde Kollodzeygrund in den neu errichteten Amtsbezirk Kannwiesen (polnisch Chwalibogi, nicht mehr existent) im ostpreußischen Kreis Ortelsburg eingegliedert und gehörte ihm bis 1945 an. Im Jahre 1910 zählte das Dorf 154 Einwohner.
Aufgrund der Bestimmungen des Versailler Vertrags stimmte die Bevölkerung in den Volksabstimmungen in Ost- und Westpreussen am 11. Juli 1920 über die weitere staatliche Zugehörigkeit zu Ostpreußen (und damit zu Deutschland) oder den Anschluss an Polen ab. In Kollodzeygrund stimmten 118 Einwohner für den Verbleib bei Ostpreußen, auf Polen entfielen keine Stimmen.
Aus politisch-ideologischen Gründen der Abwehr fremdländisch klingender Ortsnamen wurde Kollodzeygrund am 6. Dezember 1933 in „Radegrund“ umbenannt. Im gleichen Jahr belief sich die Einwohnerzahl auf 151 und 1939 auf 153.
Als in Kriegsfolge 1945 das gesamte südliche Ostpreußen an Polen fiel, war auch Radegrund davon betroffen. Das Dorf erhielt die polnische Namensform „Kołodziejowy Grąd“ und ist heute als Sitz eines Schulzenamtes (polnisch Sołectwo) eine Ortschaft im Verbund der Gmina Wielbark (Stadt- und Landgemeinde Willenberg) im Powiat Szczycieński (Kreis Ortelsburg), bis 1998 der Woiwodschaft Olsztyn, seither der Woiwodschaft Ermland-Masuren zugehörig. Im Jahre 2011 hatte Kołodziejowy Grąd 89 Einwohner.

## Kirche
Kollodzeygrund resp. Radegrund war bis 1945 kirchlich zur Stadt Willenberg hin ausgerichtet: zur dortigen evangelischen Kirche in der Kirchenprovinz Ostpreußen der Kirche der Altpreußischen Union und zur römisch-katholischen Pfarrei, damals im Bistum Ermland gelegen.
Heute gehört Kołodziejowy Grąd katholischerseits auch noch zur Stadt Wielbark, jetzt allerdings dem Erzbistum Ermland zugehörig. Die evangelischen Einwohner orientieren sich zur Pfarrkirche in Szczytno (Ortelsburg) in der Diözese Masuren der Evangelisch-Augsburgischen Kirche in Polen.

## Schule
Die Dorfschule war in der Zeit König Friedrich Wilhelms III. gegründet worden.

## Verkehr
Kołodziejowy Grąd liegt unweit der polnischen Landesstraße 57 (einstige deutsche Reichsstraße 128) an einer Nebenstraße, die zwei Kilometer nördlich der Stadt Wielbark abzweigt und über Jesionowiec (Jeschonowitz, 1930 bis 1945 Eschenwalde) nach Zabiele (Sabiellen, 1938 bis 1945 Hellengrund) führt. Die nächste Bahnstation ist Jesionowiec an der augenblicklich allerdings nicht regulär befahrenen Bahnstrecke Ostrołęka–Szczytno.